# 베냉 축구 국가대표팀
베냉 축구 국가대표팀(프랑스어: Équipe du Bénin de football)은 베냉을 대표하는 축구 국가대표팀으로 베냉 축구 연맹에서 관리하고 있으며 '다람쥐'라는 별칭으로 알려져 있다. 1959년 11월 8일 나이지리아와의 국제 A매치 데뷔전을 치렀으며 홈 구장으로는 스타드 드 라미티에를 사용하고 있다.

## 국제 대회 경력

### FIFA 월드컵
월드컵 본선 경험은 전무하지만 그나마 2010년 FIFA 월드컵 아프리카 지역 2차 예선에서 4승 2패·3조 1위로 최종 예선에 올랐고 최종 예선에서도 3승 1무 2패·D조 2위를 기록하며 베냉 축구 역사상 월드컵 아프리카 지역 예선 역대 최고 성적을 달성했다.

### 아프리카 네이션스컵
아프리카 네이션스컵 본선에는 4번 출전하여 이전 3번의 대회에서는 모두 조별리그 탈락의 고배를 마셨으나 2019년 대회에서 사상 첫 16강 진출도 모자라 모로코와의 16강전에서도 승부차기까지 가는 접전 끝에 4-1로 승리를 거두며 월드컵과 아프리카 네이션스컵을 통틀어 사상 첫 메이저 대회 8강 진출의 업적을 달성했다.

## FIFA 월드컵 (본선)
| 년도   | 결과      | 순위      | 경기      | 승        | 무*       | 패        | 득점      | 실점      | 승점      |
| ------ | --------- | --------- | --------- | --------- | --------- | --------- | --------- | --------- | --------- |
| 1930년 | 독립 이전 | 독립 이전 | 독립 이전 | 독립 이전 | 독립 이전 | 독립 이전 | 독립 이전 | 독립 이전 | 독립 이전 |
| 1934년 | 독립 이전 | 독립 이전 | 독립 이전 | 독립 이전 | 독립 이전 | 독립 이전 | 독립 이전 | 독립 이전 | 독립 이전 |
| 1938년 | 독립 이전 | 독립 이전 | 독립 이전 | 독립 이전 | 독립 이전 | 독립 이전 | 독립 이전 | 독립 이전 | 독립 이전 |
| 1950년 | 독립 이전 | 독립 이전 | 독립 이전 | 독립 이전 | 독립 이전 | 독립 이전 | 독립 이전 | 독립 이전 | 독립 이전 |
| 1954년 | 독립 이전 | 독립 이전 | 독립 이전 | 독립 이전 | 독립 이전 | 독립 이전 | 독립 이전 | 독립 이전 | 독립 이전 |
| 1958년 | 독립 이전 | 독립 이전 | 독립 이전 | 독립 이전 | 독립 이전 | 독립 이전 | 독립 이전 | 독립 이전 | 독립 이전 |
| 1962년 | 없음      | 없음      | 없음      | 없음      | 없음      | 없음      | 없음      | 없음      | 없음      |
| 1966년 | 불참      | 불참      | 불참      | 불참      | 불참      | 불참      | 불참      | 불참      | 불참      |
| 1970년 | 불참      | 불참      | 불참      | 불참      | 불참      | 불참      | 불참      | 불참      | 불참      |
| 1974년 | 예선 탈락 | 예선 탈락 | 예선 탈락 | 예선 탈락 | 예선 탈락 | 예선 탈락 | 예선 탈락 | 예선 탈락 | 예선 탈락 |
| 1978년 | 불참      | 불참      | 불참      | 불참      | 불참      | 불참      | 불참      | 불참      | 불참      |
| 1982년 | 불참      | 불참      | 불참      | 불참      | 불참      | 불참      | 불참      | 불참      | 불참      |
| 1986년 | 예선 탈락 | 예선 탈락 | 예선 탈락 | 예선 탈락 | 예선 탈락 | 예선 탈락 | 예선 탈락 | 예선 탈락 | 예선 탈락 |
| 1990년 | 불참      | 불참      | 불참      | 불참      | 불참      | 불참      | 불참      | 불참      | 불참      |
| 1994년 | 예선 탈락 | 예선 탈락 | 예선 탈락 | 예선 탈락 | 예선 탈락 | 예선 탈락 | 예선 탈락 | 예선 탈락 | 예선 탈락 |
| 1998년 | 불참      | 불참      | 불참      | 불참      | 불참      | 불참      | 불참      | 불참      | 불참      |
| 2002년 | 예선 탈락 | 예선 탈락 | 예선 탈락 | 예선 탈락 | 예선 탈락 | 예선 탈락 | 예선 탈락 | 예선 탈락 | 예선 탈락 |
| 2006년 | 예선 탈락 | 예선 탈락 | 예선 탈락 | 예선 탈락 | 예선 탈락 | 예선 탈락 | 예선 탈락 | 예선 탈락 | 예선 탈락 |
| 2010년 | 예선 탈락 | 예선 탈락 | 예선 탈락 | 예선 탈락 | 예선 탈락 | 예선 탈락 | 예선 탈락 | 예선 탈락 | 예선 탈락 |
| 2014년 | 예선 탈락 | 예선 탈락 | 예선 탈락 | 예선 탈락 | 예선 탈락 | 예선 탈락 | 예선 탈락 | 예선 탈락 | 예선 탈락 |
| 2018년 | 예선 탈락 | 예선 탈락 | 예선 탈락 | 예선 탈락 | 예선 탈락 | 예선 탈락 | 예선 탈락 | 예선 탈락 | 예선 탈락 |
| 합계   |           |           |           |           |           |           |           |           |           |

### FIFA 월드컵 (예선)
| 1930년 | 독립 이전                                     | 독립 이전                                     | 독립 이전                                     | 독립 이전                                     | 독립 이전                                     | 독립 이전                                     | 독립 이전                                     |                                               |                                               |
| 1934년 | 독립 이전                                     | 독립 이전                                     | 독립 이전                                     | 독립 이전                                     | 독립 이전                                     | 독립 이전                                     | 독립 이전                                     |                                               |                                               |
| 1938년 | 독립 이전                                     | 독립 이전                                     | 독립 이전                                     | 독립 이전                                     | 독립 이전                                     | 독립 이전                                     | 독립 이전                                     |                                               |                                               |
| 1950년 | 독립 이전                                     | 독립 이전                                     | 독립 이전                                     | 독립 이전                                     | 독립 이전                                     | 독립 이전                                     | 독립 이전                                     |                                               |                                               |
| 1954년 | 독립 이전                                     | 독립 이전                                     | 독립 이전                                     | 독립 이전                                     | 독립 이전                                     | 독립 이전                                     | 독립 이전                                     |                                               |                                               |
| 1958년 | 독립 이전                                     | 독립 이전                                     | 독립 이전                                     | 독립 이전                                     | 독립 이전                                     | 독립 이전                                     | 독립 이전                                     |                                               |                                               |
| 1962년 | 없음                                          | 없음                                          | 없음                                          | 없음                                          | 없음                                          | 없음                                          | 없음                                          |                                               |                                               |
| 1966년 | 불참                                          | 불참                                          | 불참                                          | 불참                                          | 불참                                          | 불참                                          | 불참                                          |                                               |                                               |
| 1970년 | 불참                                          | 불참                                          | 불참                                          | 불참                                          | 불참                                          | 불참                                          | 불참                                          |                                               |                                               |
| 1974년 | 2                                             | 0                                             | 0                                             | 2                                             | 1                                             | 10                                            | 0                                             |                                               |                                               |
| 1978년 | 불참                                          | 불참                                          | 불참                                          | 불참                                          | 불참                                          | 불참                                          | 불참                                          |                                               |                                               |
| 1982년 | 불참                                          | 불참                                          | 불참                                          | 불참                                          | 불참                                          | 불참                                          | 불참                                          |                                               |                                               |
| 1986년 | 2                                             | 0                                             | 0                                             | 2                                             | 0                                             | 6                                             | 0                                             |                                               |                                               |
| 1990년 | 불참                                          | 불참                                          | 불참                                          | 불참                                          | 불참                                          | 불참                                          | 불참                                          |                                               |                                               |
| 1994년 | 6                                             | 1                                             | 0                                             | 5                                             | 3                                             | 19                                            | 3                                             |                                               |                                               |
| 1998년 | 불참                                          | 불참                                          | 불참                                          | 불참                                          | 불참                                          | 불참                                          | 불참                                          |                                               |                                               |
| 2002년 | 2                                             | 0                                             | 1                                             | 1                                             | 1                                             | 2                                             | 1                                             |                                               |                                               |
| 2006년 | 12                                            | 2                                             | 3                                             | 7                                             | 13                                            | 26                                            | 9                                             |                                               |                                               |
| 2010년 | 12                                            | 7                                             | 1                                             | 4                                             | 18                                            | 14                                            | 22                                            |                                               |                                               |
| 2014년 | 6                                             | 2                                             | 2                                             | 2                                             | 8                                             | 9                                             | 8                                             |                                               |                                               |
| 2018년 | 2                                             | 1                                             | 0                                             | 1                                             | 2                                             | 3                                             | 3                                             |                                               |                                               |
| 합계   | 44                                            | 13                                            | 7                                             | 24                                            | 46                                            | 89                                            | 46                                            |                                               |                                               |
| 순위   | 월드컵 예선 승점 순위 : 126위 (아프리카 27위) | 월드컵 예선 승점 순위 : 126위 (아프리카 27위) | 월드컵 예선 승점 순위 : 126위 (아프리카 27위) | 월드컵 예선 승점 순위 : 126위 (아프리카 27위) | 월드컵 예선 승점 순위 : 126위 (아프리카 27위) | 월드컵 예선 승점 순위 : 126위 (아프리카 27위) | 월드컵 예선 승점 순위 : 126위 (아프리카 27위) | 월드컵 예선 승점 순위 : 126위 (아프리카 27위) | 월드컵 예선 승점 순위 : 126위 (아프리카 27위) |

## 아프리카 네이션스컵(본선)
| 아프리카 네이션스컵 본선 기록 | 아프리카 네이션스컵 본선 기록        | 아프리카 네이션스컵 본선 기록        | 아프리카 네이션스컵 본선 기록        | 아프리카 네이션스컵 본선 기록        | 아프리카 네이션스컵 본선 기록        | 아프리카 네이션스컵 본선 기록        | 아프리카 네이션스컵 본선 기록        | 아프리카 네이션스컵 본선 기록        | 아프리카 네이션스컵 본선 기록        |
| 년도                          | 결과                                 | 순위                                 | 경기                                 | 승                                   | 무                                   | 패                                   | 득점                                 | 실점                                 | 승점                                 |
| ----------------------------- | ------------------------------------ | ------------------------------------ | ------------------------------------ | ------------------------------------ | ------------------------------------ | ------------------------------------ | ------------------------------------ | ------------------------------------ | ------------------------------------ |
| 1957년                        | 독립 이전                            | 독립 이전                            | 독립 이전                            | 독립 이전                            | 독립 이전                            | 독립 이전                            | 독립 이전                            | 독립 이전                            | 독립 이전                            |
| 1959년                        | 독립 이전                            | 독립 이전                            | 독립 이전                            | 독립 이전                            | 독립 이전                            | 독립 이전                            | 독립 이전                            | 독립 이전                            | 독립 이전                            |
| 1962년                        | 불참                                 | 불참                                 | 불참                                 | 불참                                 | 불참                                 | 불참                                 | 불참                                 | 불참                                 | 불참                                 |
| 1963년                        | 불참                                 | 불참                                 | 불참                                 | 불참                                 | 불참                                 | 불참                                 | 불참                                 | 불참                                 | 불참                                 |
| 1965년                        | 불참                                 | 불참                                 | 불참                                 | 불참                                 | 불참                                 | 불참                                 | 불참                                 | 불참                                 | 불참                                 |
| 1968년                        | 불참                                 | 불참                                 | 불참                                 | 불참                                 | 불참                                 | 불참                                 | 불참                                 | 불참                                 | 불참                                 |
| 1970년                        | 불참                                 | 불참                                 | 불참                                 | 불참                                 | 불참                                 | 불참                                 | 불참                                 | 불참                                 | 불참                                 |
| 1972년                        | 예선 탈락                            | 예선 탈락                            | 예선 탈락                            | 예선 탈락                            | 예선 탈락                            | 예선 탈락                            | 예선 탈락                            | 예선 탈락                            | 예선 탈락                            |
| 1974년                        | 기권                                 | 기권                                 | 기권                                 | 기권                                 | 기권                                 | 기권                                 | 기권                                 | 기권                                 | 기권                                 |
| 1976년                        | 기권                                 | 기권                                 | 기권                                 | 기권                                 | 기권                                 | 기권                                 | 기권                                 | 기권                                 | 기권                                 |
| 1978년                        | 불참                                 | 불참                                 | 불참                                 | 불참                                 | 불참                                 | 불참                                 | 불참                                 | 불참                                 | 불참                                 |
| 1980년                        | 예선 탈락                            | 예선 탈락                            | 예선 탈락                            | 예선 탈락                            | 예선 탈락                            | 예선 탈락                            | 예선 탈락                            | 예선 탈락                            | 예선 탈락                            |
| 1982년                        | 기권                                 | 기권                                 | 기권                                 | 기권                                 | 기권                                 | 기권                                 | 기권                                 | 기권                                 | 기권                                 |
| 1984년                        | 예선 탈락                            | 예선 탈락                            | 예선 탈락                            | 예선 탈락                            | 예선 탈락                            | 예선 탈락                            | 예선 탈락                            | 예선 탈락                            | 예선 탈락                            |
| 1986년                        | 예선 탈락                            | 예선 탈락                            | 예선 탈락                            | 예선 탈락                            | 예선 탈락                            | 예선 탈락                            | 예선 탈락                            | 예선 탈락                            | 예선 탈락                            |
| 1988년                        | 불참                                 | 불참                                 | 불참                                 | 불참                                 | 불참                                 | 불참                                 | 불참                                 | 불참                                 | 불참                                 |
| 1990년                        | 불참                                 | 불참                                 | 불참                                 | 불참                                 | 불참                                 | 불참                                 | 불참                                 | 불참                                 | 불참                                 |
| 1992년                        | 예선 탈락                            | 예선 탈락                            | 예선 탈락                            | 예선 탈락                            | 예선 탈락                            | 예선 탈락                            | 예선 탈락                            | 예선 탈락                            | 예선 탈락                            |
| 1994년                        | 예선 탈락                            | 예선 탈락                            | 예선 탈락                            | 예선 탈락                            | 예선 탈락                            | 예선 탈락                            | 예선 탈락                            | 예선 탈락                            | 예선 탈락                            |
| 1996년                        | 기권                                 | 기권                                 | 기권                                 | 기권                                 | 기권                                 | 기권                                 | 기권                                 | 기권                                 | 기권                                 |
| 1998년                        | 예선 탈락                            | 예선 탈락                            | 예선 탈락                            | 예선 탈락                            | 예선 탈락                            | 예선 탈락                            | 예선 탈락                            | 예선 탈락                            | 예선 탈락                            |
| 2000년                        | 예선 탈락                            | 예선 탈락                            | 예선 탈락                            | 예선 탈락                            | 예선 탈락                            | 예선 탈락                            | 예선 탈락                            | 예선 탈락                            | 예선 탈락                            |
| 2002년                        | 예선 탈락                            | 예선 탈락                            | 예선 탈락                            | 예선 탈락                            | 예선 탈락                            | 예선 탈락                            | 예선 탈락                            | 예선 탈락                            | 예선 탈락                            |
| 2004년                        | 조별리그                             | 16위                                 | 3                                    | 0                                    | 0                                    | 3                                    | 1                                    | 8                                    | 0                                    |
| 2006년                        | 예선 탈락                            | 예선 탈락                            | 예선 탈락                            | 예선 탈락                            | 예선 탈락                            | 예선 탈락                            | 예선 탈락                            | 예선 탈락                            | 예선 탈락                            |
| 2008년                        | 조별리그                             | 15위                                 | 3                                    | 0                                    | 0                                    | 3                                    | 1                                    | 7                                    | 0                                    |
| 2010년                        | 조별리그                             | 14위                                 | 3                                    | 0                                    | 1                                    | 2                                    | 2                                    | 5                                    | 1                                    |
| 2012년                        | 예선 탈락                            | 예선 탈락                            | 예선 탈락                            | 예선 탈락                            | 예선 탈락                            | 예선 탈락                            | 예선 탈락                            | 예선 탈락                            | 예선 탈락                            |
| 2013년                        | 예선 탈락                            | 예선 탈락                            | 예선 탈락                            | 예선 탈락                            | 예선 탈락                            | 예선 탈락                            | 예선 탈락                            | 예선 탈락                            | 예선 탈락                            |
| 2015년                        | 예선 탈락                            | 예선 탈락                            | 예선 탈락                            | 예선 탈락                            | 예선 탈락                            | 예선 탈락                            | 예선 탈락                            | 예선 탈락                            | 예선 탈락                            |
| 2017년                        | 예선 탈락                            | 예선 탈락                            | 예선 탈락                            | 예선 탈락                            | 예선 탈락                            | 예선 탈락                            | 예선 탈락                            | 예선 탈락                            | 예선 탈락                            |
| 2019년                        | 8강                                  | 8위                                  | 5                                    | 0                                    | 4                                    | 1                                    | 3                                    | 4                                    | 4                                    |
| 합계                          | 4회 진출(4/30)                       | 8강(1회)                             | 14                                   | 0                                    | 5                                    | 9                                    | 7                                    | 24                                   | 5                                    |
| 순위                          | 아프리카 네이션스컵 역대 순위 : 37위 | 아프리카 네이션스컵 역대 순위 : 37위 | 아프리카 네이션스컵 역대 순위 : 37위 | 아프리카 네이션스컵 역대 순위 : 37위 | 아프리카 네이션스컵 역대 순위 : 37위 | 아프리카 네이션스컵 역대 순위 : 37위 | 아프리카 네이션스컵 역대 순위 : 37위 | 아프리카 네이션스컵 역대 순위 : 37위 | 아프리카 네이션스컵 역대 순위 : 37위 |

### 아프리카 네이션스컵(예선)
| 아프리카 네이션스컵 예선 기록 | 아프리카 네이션스컵 예선 기록 | 아프리카 네이션스컵 예선 기록 | 아프리카 네이션스컵 예선 기록 | 아프리카 네이션스컵 예선 기록 | 아프리카 네이션스컵 예선 기록 | 아프리카 네이션스컵 예선 기록 | 아프리카 네이션스컵 예선 기록 |
| 년도                          | 경기                          | 승                            | 무*                           | 패                            | 득점                          | 실점                          | 승점                          |
| ----------------------------- | ----------------------------- | ----------------------------- | ----------------------------- | ----------------------------- | ----------------------------- | ----------------------------- | ----------------------------- |
| 1957년                        | 독립 이전                     | 독립 이전                     | 독립 이전                     | 독립 이전                     | 독립 이전                     | 독립 이전                     | 독립 이전                     |
| 1959년                        | 독립 이전                     | 독립 이전                     | 독립 이전                     | 독립 이전                     | 독립 이전                     | 독립 이전                     | 독립 이전                     |
| 1962년                        | 불참                          | 불참                          | 불참                          | 불참                          | 불참                          | 불참                          | 불참                          |
| 1963년                        | 불참                          | 불참                          | 불참                          | 불참                          | 불참                          | 불참                          | 불참                          |
| 1965년                        | 불참                          | 불참                          | 불참                          | 불참                          | 불참                          | 불참                          | 불참                          |
| 1968년                        | 불참                          | 불참                          | 불참                          | 불참                          | 불참                          | 불참                          | 불참                          |
| 1970년                        | 불참                          | 불참                          | 불참                          | 불참                          | 불참                          | 불참                          | 불참                          |
| 1972년                        | 2                             | 0                             | 1                             | 1                             | 1                             | 2                             | 1                             |
| 1974년                        | 기권                          | 기권                          | 기권                          | 기권                          | 기권                          | 기권                          | 기권                          |
| 1976년                        | 기권                          | 기권                          | 기권                          | 기권                          | 기권                          | 기권                          | 기권                          |
| 1978년                        | 불참                          | 불참                          | 불참                          | 불참                          | 불참                          | 불참                          | 불참                          |
| 1980년                        | 2                             | 1                             | 0                             | 1                             | 2                             | 4                             | 3                             |
| 1982년                        | 기권                          | 기권                          | 기권                          | 기권                          | 기권                          | 기권                          | 기권                          |
| 1984년                        | 2                             | 0                             | 1                             | 1                             | 3                             | 7                             | 1                             |
| 1986년                        | 2                             | 0                             | 1                             | 1                             | 2                             | 3                             | 1                             |
| 1988년                        | 불참                          | 불참                          | 불참                          | 불참                          | 불참                          | 불참                          | 불참                          |
| 1990년                        | 불참                          | 불참                          | 불참                          | 불참                          | 불참                          | 불참                          | 불참                          |
| 1992년                        | 8                             | 0                             | 2                             | 6                             | 2                             | 15                            | 2                             |
| 1994년                        | 6                             | 0                             | 0                             | 6                             | 3                             | 15                            | 0                             |
| 1996년                        | 기권                          | 기권                          | 기권                          | 기권                          | 기권                          | 기권                          | 기권                          |
| 1998년                        | 8                             | 1                             | 3                             | 4                             | 7                             | 10                            | 6                             |
| 2000년                        | 2                             | 1                             | 0                             | 1                             | 2                             | 3                             | 3                             |
| 2002년                        | 2                             | 1                             | 0                             | 1                             | 4                             | 8                             | 3                             |
| 2004년                        | 6                             | 4                             | 1                             | 1                             | 12                            | 4                             | 13                            |
| 2006년                        | 12                            | 2                             | 3                             | 7                             | 13                            | 26                            | 9                             |
| 2008년                        | 6                             | 3                             | 2                             | 1                             | 10                            | 4                             | 11                            |
| 2010년                        | 12                            | 7                             | 1                             | 4                             | 18                            | 14                            | 22                            |
| 2012년                        | 6                             | 1                             | 2                             | 3                             | 8                             | 11                            | 5                             |
| 2013년                        | 2                             | 0                             | 2                             | 0                             | 1                             | 1                             | 2                             |
| 2015년                        | 4                             | 3                             | 0                             | 1                             | 5                             | 1                             | 9                             |
| 2017년                        | 6                             | 3                             | 2                             | 1                             | 12                            | 10                            | 11                            |
| 2019년                        | 6                             | 3                             | 1                             | 2                             | 5                             | 6                             | 10                            |
| 합계                          | 94                            | 30                            | 22                            | 42                            | 110                           | 144                           | 112                           |

## 주목할 만한 선수
- 라자크 오모토요시
- 스테판 세세뇽
- 스티브 무니에